# Calle Juan Agustín García
La calle Juan Agustín García es una arteria vial de la Ciudad de Buenos Aires que tiene aproximadamente 5 km. Su nombre anterior era Médanos.

## Recorrido
Es una calle de menor importancia en la ciudad, pero es muy extensa. Comienza su trayecto en el Cementerio de la Chacarita y termina en el barrio de Versailles, en su cruce con la Avenida Juan B.Justo donde se encuentra la entrada al Polideportivo José R. Feijoo del Club Atlético Vélez Sarsfield. Pasa por 4 barrios más, por el estadio Diego A. Maradona de la Asociación Atlética Argentinos Juniors. Pasa también cerca del estadio Islas Malvinas, perteneciente a All Boys.

## Toponimia
Debe su nombre al abogado e historiador Juan Agustín García.